# Сен-Дени, Луи Жюшеро де
Луи Жюшеро де Сен-Дени (фр. Louis Juchereau de Saint-Denis, 17 сентября 1676, Бопор, Новая Франция — 11 июня 1744, Накитош, Французская Луизиана) — франкоканадский колонист, исследователь, торговец и военный, известный своей деятельностью во Французской Луизиане и Испанском Техасе. Основатель города Накитош, старейшего среди ныне существующих городов Луизианы.

## Биография
Луи Жюшеро де Сен-Дени родился 17 сентября 1676 года в городе Бопор неподалёку от Квебека в семье Никола Жюшеро де Сен-Дени (фр. Nicolas Juchereau de Saint-Denis) и Марии-Терезы Жиффар (фр. Marie-Thérèse Giffard). Считается, что как выходец из влиятельной семьи колонистов он, вероятно, получил достойное образование в Париже, хотя прямых источников, указывающих на это не сохранилось.
В 1699 году он отправился из Ла-Рошели в во вторую луизианскую экспедицию вместе с Пьером Ле Муаном д’Ибревилем, с которым у него имелись родственные связи посредством брака между их семьями. В Луизиане, под руководством Жана-Батиста Ле Муана де Бьенвиля, брата д’Ибревиля, он занимался исследовательской деятельностью в районе рек Ред-Ривер и Уичита, а в последствии в 1702 или 1703 году был назначен комендантом форта Буле (фр. Fort de la Boulaye) в 90 километрах (18 льё) от устья Миссисипи, занимая эту должность до 1707 года, когда форт был оставлен. Также ему довелось занимать должность коменданта форта в бухте Билокси.
В 1713 губернатор Луизианы Антуан де Ламот Кадильяк назначил Сен-Дени главой торговой экспедиции в Новую Испанию. Выбор Сен-Дени был продиктован его опытом, хорошим знанием местности к западу от Мисиссипи, а также неординарными дипломатическими способностями и знанием индейских языков региона. В 1714 году по пути к цели, на восточном берегу реки Ред-Ривер рядом с деревнями индейцев натчиточесов Сен-Дени основал форт, получивший имя Сен-Жан-Батист. Это поселение в последствии стало основным центром торговли в регионе и дало начало городу Накитош, ставшему, таким образом, старейшим городом Луизианы. Торгуя по пути с индейцами каддо, Сен-Дени пересёк Техас и в июле 1714 года добрался до испанского форта Сан-Хуан-Батиста (исп. San Juan Bautista, ныне Герреро, Коауила, Мексика), расположенного на западном берегу Рио-Гранде, где был задержан комендантом Диего Рамоном в ожидании дальнейших инструкций, так как Испания запрещала торговлю с иностранцами.
В период невольной остановки в испанском форту у Сен-Дени состоялось знакомство и начало отношений со своей будущей женой, внучкой коменданта Мануэлой Санчес Наварро (исп. Manuela Sánchez Navarro), которая вскоре дала своё согласие на брак. Однако брак не состоялся сразу, в виду того, что весной 1715 года Сен-Дени доставили в Мехико, где он был заключён в тюрьму. Впрочем, заключение продлилось весьма недолго, так как в этом же году испанские власти приняли решение о полноценной колонизации Техаса и приняли предложение Сен-Дени об освобождении в обмен на его исследовательский опыт и руководство группой колонистов в малознакомых для испанцев землях. На пути из Мехико в Техас, на рубеже 1715 и 1716 годов Сен-Дени вернулся в форт Сан-Хуан-Батиста, где женился на своей возлюбленной, которая, впрочем, не присоединилась к экспедиции в необжитые европейцами земли, а осталась в форту. Результатами деятельности Сен-Дени на благо Испании стало основание форта и четырёх либо шести миссий, самая восточная из которых находилась меньше чем в 160 км (100 миль) от основанного им же французского форта Сен-Жан-Батист.
В августе 1716 года Сен-Дени вернулся в Мобил, откуда продолжил заниматься торговой деятельностью между французами и испанцами. Это привело к очередному заключению в июле 1717 года, которое разрешилось лишь через несколько месяцев разрешением продать товары и высылкой из Новой Испании без права возвращения. В феврале 1719 года он вернулся в Накитош, а в 1721 году испанские власти разрешили выезд и его жене. Впрочем, остаётся неизвестным, сопровождала ли она его ранее в Мобил и Накитош до второго заключения в Мехико, но достоверно известный факт рождения двух первых детей ещё в Новой Испании ограничивает возможный период её прибытия во французские колонии 1719—1721 годами.

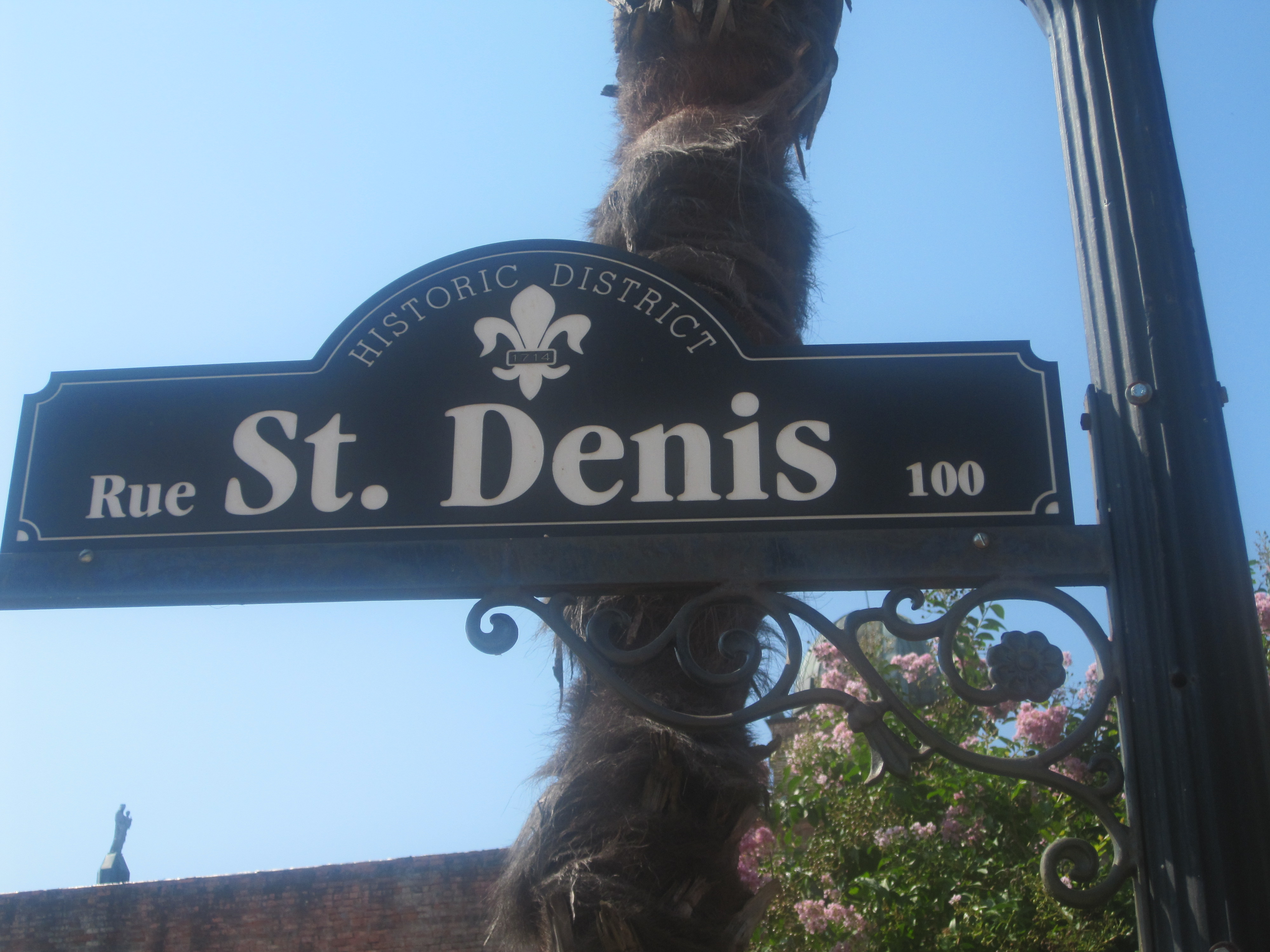
Улица Сен-Дени в Накитоше, носящая имя основателя и коменданта города на протяжении большей части его истории в составе Французской Луизианы.

Окончательно вернувшись в Накитош, Сен-Дени был назначен его комендантом 1 июля 1719 года и занимал этот пост до конца жизни. В этом же году, получив известия о начале войны между Францией и Испанией, семеро французских солдат из форта Сен-Жан-Батист организовали вылазку на близлежащую испанскую миссию Лос-Адаэс (исп. Los Adaes), в результате которой испанцы, ожидая со слов французов подхода крупного отряда из Мобила, покинули недавно построенные миссии в Восточном Техасе и бежали в Сан-Антонио. Спустя два года маркиз де Сан-Мигель де Агуайо (исп. Marquis de San Miguel de Aguayo) с большим отрядом прибыл из Мехико в Сан-Антонио, где набрал ещё людей, а затем выступил в Восточный Техас, чтобы вернуть захваченные французами территории. Не имея возможности оказать сопротивление отряду, значительно превосходящему силы французов, Сен-Дени выступил в роли дипломата и договорился об уходе французов из Техаса в обмен на обещание не восстанавливать Лос-Адаэс. Взамен Лос-Адаэса испанцы построили другой, одноимённый форт неподалёку от форта Сен-Жан-Батист, ставший столицей испанского Техаса.
Последующий за окончанием войны период был ознаменован ростом экономической значимости форта Сен-Жан-Батист и образовывашегося вокруг него города Накитош как регионального центра торговли французов и индейцев. Также несмотря на запрет торговли со стороны Испании, фактически она процветала, в виду того, что новая столица испанского Техаса располагалась вдали от собственных пунктов снабжения, но всего лишь в 24 км (15 милях) от французского города. На землях, бывших в собственности Луи Жюшеро де Сен-Дени производилось вино, а он сам утверждал, что местный виноград может давать вина, не уступающие французским.
Знание региона, местных обычаев и умелая дипломатия позволили Сен-Дени завоевать огромный авторитет среди индейцев, что положительно сказывалось на торговле и взаимной защите. В 1731 году Накитош стал прибежищем индейцам из племени натчиточесов, подвергшихся нападению натчезов в ходе восстания последних. Натчезы под предлогом передачи пленницы-француженки просили коменданта открыть ворота. Сен-Дени отказался их впускать, предложив проход в форт лишь нескольким индейцам и непосредственно пленнице. После этой неудачной попытки захватить форт хитростью, натчезы сожгли пленницу, а форт был взят в осаду. Через некоторое время натчезы были разгромлены объединённым войском французов, испанцев из Лос-Адаэса, натчиточесов, каддо и других союзных Сен-Дени индейских племён.
10 января 1743 года Сен-Дени подал прошение об отставке и разрешение на выезд в Новую Испанию. Отставка была принята, но разрешение получено не было. В качестве компенсации, Сен-Дени был заверен Версалем в том, что его дети получат наилучшие места среди возможных на королевской службе. 11 июня 1744 года Луи Жюшеро де Сен-Дени скончался и был похоронен в церкви основанного им города Накитош.

## Семья и дети
В браке с Мануэлой Наварро родилось семеро детей — двое сыновей и пять дочерей. Сын, так же названный Луи, унаследовал от отца авторитет и влияние среди индейцев — по словам испанцев из миссии Лос-Адаэс «индейцы были готовы пожертвовать своими жизнями ради него». Одна из дочерей, Петронелла (фр. Petronelle), вышла замуж за Атаназа де Мезьера (фр. Athanase de Mézières), ставшего в 1779 году губернатором Испанского Техаса, а другая, Мария (фр. Marie), — за нового коменданта Накитоша Сезера де Блана де Нёвиля (фр. Césaire de Blanc de Neuville). Семья Сен-Дени продолжала оставаться самой богатой и влиятельной фамилией города, фактически контролировавшей франко-индейскую торговлю.